# David Robertson (escritor)
David Alexander Robertson (12 de janeiro de 1977) é um autor indígena canadense, orador público e duas vezes vencedor do Prêmio Literário do Governador Geral de Winnipeg, Manitoba. Robertson é um membro da Noruega House Cree Nation. Ele publicou mais de 25 livros em uma variedade de gêneros. Seu primeiro romance, The Evolution of Alice, foi publicado em 2014.

## Carreira
As obras de jovens adultos e crianças de Robertson são amplamente utilizadas em bibliotecas e salas de aula em todo o Canadá, especialmente seus romances gráficos. Suas obras muitas vezes lidam com histórias duras e violentas, incluindo o sistema escolar residencial no Canadá. As histórias em quadrinhos de Robertson incluem a série 7 Generations, a série Tales From Big Spirit, e Betty: The Helen Betty Osborne Story, que conta a história real de uma jovem indígena que foi sequestrada e brutalmente assassinada por quatro jovens em 1971.
Robertson contribuiu para várias antologias, incluindo Manitowapow: Aboriginal Writings From the Land of Water e Love Beyond Body, Space, and Time: An LGBT and two-spirit sci-fi anthology. Seu trabalho foi apresentado em CV2 e Prairie Fire. Ele escreveu artigos para o Toronto Star, CBC, e o site Freedom to Read do Book and Periodical Council.
Robertson também trabalha como gerente de publicações e comunicações no Manitoba First Nations Education Resource Center e é escritor e apresentador do podcast Kíwew.

## Prêmios e indicações
Robertson foi indicado para quatro Manitoba Book Awards em 2015, com The Evolution of Alice ganhando o Prêmio John Hirsch de Autor Mais Promissor de Manitoba. Robertson também ganhou o prêmio Aboriginal Circle of Educators por pesquisa/desenvolvimento curricular em 2015. The Evolution of Alice foi selecionado para o Prêmio Burt de Primeiras Nações, Metis e Literatura Inuit.
Em 2016, Robertson foi indicado ao Prêmio Beatrice Mosionier de Escritor Aborígine do Ano e ao Prêmio McNally Robinson de Livros para Jovens. Nesse mesmo ano, The Evolution of Alice foi selecionado como o vencedor de 2016 para On the Same Page, uma iniciativa conjunta entre a Biblioteca Pública de Winnipeg e a Fundação Winnipeg que incentiva todos os manitobanos a ler e discutir o mesmo livro. A história em quadrinhos de Robertson, Betty: The Helen Betty Osborne Story, foi incluída na lista oficial de não-ficção In the Margins e foi finalista do High Plains Book Award de 2016 na categoria Creative Nonfiction.
Em 2017, Robertson venceu o Prêmio Manuela Dias de Design e Ilustração de Livros/Categoria Romance Gráfico por Will I See?, que foi ilustrado por GMB Chomichuk, com design de capa por Relish New Brand Experience. Nesse mesmo ano, ele ganhou o McNally Robinson Book for Young People Awards (categoria mais jovem) e o Governor General's Literary Award por When We Were Alone, ilustrado por Julie Flett, com design da Relish New Brand Experience. When We Were Alone também foi finalista do Prêmio TD de Literatura Infantil Canadense. Robertson ganhou o Prêmio Beatrice Mosionier de Escritor Aborígine do Ano de 2017, empatando com Trevor Greyeyes.
Em 2018, o primeiro livro da série Reckoner de Robertson ganhou o Prêmio McNally Robinson de Melhor Livro para Jovens, o Prêmio Michael Van Rooy do Manitoba Book Awards para Ficção de Gênero, e o Prêmio de Escritor Indígena do Ano no 2018 High Plains Book Awards.
The Barren Grounds, que é o primeiro livro da Saga Misewa de Robertson, foi indicado ao Prêmio Literário do Governador Geral em 2021 na categoria Literatura para Jovens – Texto. Este texto também foi nomeado um dos melhores livros de Kirkus e Quill & Quire de 2020, os melhores livros para adultos e jovens de nível médio da CBC Books de 2020 e um dos melhores livros do Canadian Children's Book News de 2020. O Barren Grounds também foi indicado para o prêmio Silver Birch da Ontario Library Association e foi uma seleção de USBBY e Texas Lone Star.
Em 2021, Robertson ganhou o prêmio Freedom to Read da União dos Escritores do Canadá. e Alexander Kennedy Isbister Award no Manitoba Book Awards de 2021. Seu podcast, Kíwew, também ganhou o prêmio 2021 RTDNA Prairie Region de Melhor Podcast.
Seu livro On the Trapline, ilustrado por Julie Flett, foi o vencedor do Governor General's Award de ilustração infantil em inglês no Governor General's Awards de 2021.

## Obras publicadas

### Livros infantis e juvenis
- 2021: On the Trapline (em inglês)
- 2016: When We Were Alone (em inglês)[28]
- 2017: Strangers  – The Reckoner Trilogy, Book 1 (em inglês)[29]
- 2018: Monsters – The Reckoner Trilogy, Book 2 (em inglês)[30]
- 2019: Ghosts – The Reckoner Trilogy, Book 3 (em inglês)[31]
- 2020: Ispík kákí péyakoyak | [Quando Estávamos Sozinhos] (em cri e inglês)
- 2020: The Barren Grounds – The Misewa Saga, Book One (em inglês)[32]
- 2021: The Great Bear – The Misewa Saga, Book Two (em inglês)[33]
- 2021: On the Trapline (em inglês)[34]

### Romances e outros gêneros literários
- 2014: The Evolution of Alice (em inglês)[35]
- 2020: Black Water: Family, Legacy, and Blood Memory (em inglês)[36][37]

### Romances gráficos
- 2010: Stone – série 7 Gerações, Livro 1 (em inglês)
- 2010: Scars – série 7 Gerações, Livro 2 (em inglês)
- 2010: Ends/Begins – série 7 Gerações, Livro 3 (em inglês)
- 2011: The Pact – série 7 Gerações, Livro 4 (em inglês)
- 2012: 7 Generations: A Plains Cree Saga - Collected 7 Generations Series (em inglês)[38]
- 2012: Sugar Falls (em inglês)[39]
- 2014: The Poet: Pauline Johnson (em inglês)
- 2014: The Rebel: Gabriel Dumont (em inglês)
- 2014: The Scout: Tommy Prince (em inglês)
- 2014: The Land of Os: John Ramsay (em inglês)
- 2014: The Peacemaker: Thanadelthur (em inglês)
- 2014: The Ballad of Nancy April: Shawnadithit (em inglês)
- 2015: Betty: The Helen Betty Osborne Story (em inglês)
- 2016: The Chief: Mistahimaskwa (em inglês)
- 2016: Will I See? (em inglês)
- 2020: Breakdown – The Reckoner Rises, Volume 1 (em inglês)[40]
- A ser lançado em 2022: Version Control – The Reckoner Rises, Volume 2 (em inglês)[41]

### Contribuições para a antologia
- 2011: Manitowapow: Aboriginal Writings From the Land of Water (em inglês)[42]
- 2016: Love Beyond Body, Space, and Time: An LGBT and two-spirit sci-fi anthology (em inglês)
- 2019: This Place: 150 Years Retold (em inglês)[43]
- 2019: Love After the End: Two-Spirit Utopias & Dystopias (em inglês)
- 2019: Take Us to a Better Place: Stories (em inglês)[44]
- 2020: Moonshot: the Indigenous Comics Collection (Vols. 1, 2 e 3) (em inglês)
- 2021: Ancestor Approved: Intertribal Stories for Kids (em inglês)[45]